# Bundesautobahn 840
Pour les articles homonymes, voir A840.
La Bundesautobahn 840 était le projet d'une Bundesautobahn dans le Land de Bade-Wurtemberg.

## Histoire
L'A 840 devait partir de la Bundesautobahn 5 près d'Offenbourg en passant par Kehl jusqu'à Strasbourg. Le projet est remplacé par l'aménagement en autoroute de la Bundesstraße 28, suivant le tracé prévu et rejoint la Route nationale 4 à la frontière française.